# Travanca (Mogadouro)
Travanca ist eine Gemeinde (Freguesia) im portugiesischen Kreis Mogadouro. In ihr leben 119 Einwohner (Stand 19. April 2021).